# اریون بوگدانی
اریون بوگدانی (آلبانیایی: Erjon Bogdani؛ زادهٔ ۱۴ آوریل ۱۹۷۷) بازیکن سابق و مربی فوتبال اهل آلبانی است.
از باشگاه‌هایی که در آن بازی کرده‌است می‌توان به باشگاه فوتبال رجینا، باشگاه فوتبال چزنا، باشگاه فوتبال روبور سیه‌نا، باشگاه فوتبال دینامو زاگرب، باشگاه فوتبال لیورنو، باشگاه فوتبال پارتیزانی تیرانا، باشگاه فوتبال زاگرب، باشگاه فوتبال هلاس ورونا، باشگاه فوتبال کیه‌وو ورونا، باشگاه ورزشی گنچلربیرلیغی، و باشگاه فوتبال سالرنیتانا اشاره کرد.
وی همچنین در تیم‌های ملی فوتبال زیر ۲۱ سال آلبانی، زیر ۲۳ سال آلبانی، و آلبانی بازی کرده‌است.